# Cadre-47/2-Europameisterschaft 1979

Logo CEB (ausrichtender Verband)

Veranstaltungsort: Vesoul

Die Cadre-47/2-Europameisterschaft 1979 war das 40. Turnier in dieser Disziplin des Karambolagebillards und fand vom 14. bis zum 17. Dezember 1978 in Vesoul statt. Die Europameisterschaft zählte zur Saison 1978/79. Es war die achte Cadre-47/2-Europameisterschaft in Frankreich.

## Geschichte
Francis Connesson verteidigte in Vesoul seinen Titel erfolgreich. Doch so sicher wie der Vorsprung aussieht war er nicht. Ludo Dielis, der gegen Piet Vet mit 97:400 in zwei Aufnahmen verloren hatte, führte in der letzten Partie gegen Connesson bereits mit 294:14 und sah wie der sichere Sieger aus. Doch dann beendete der Franzose in der vierten Aufnahme mit einer wahren Energieleistung die Partie mit einer 386er Schlussserie. Dielis gelangen nur vier Punkte im Nachstoß. Mit einer soliden Leistung wurde Klaus Hose Dritter. Der Münchener  Wolfgang Zenkner kam bei seiner ersten Europameisterschaft bei den Herren, er hatte vorher nur im Juniorenbereich international gespielt, auf einen guten sechsten Platz.

## Turniermodus
Hier wurde im Round Robin System bis 400 Punkte gespielt. Es wurde mit Nachstoß gespielt. Damit waren Unentschieden möglich.
Bei MP-Gleichstand wird in folgender Reihenfolge gewertet:
1. MP = Matchpunkte
2. GD = Generaldurchschnitt
3. HS = Höchstserie

## Abschlusstabelle

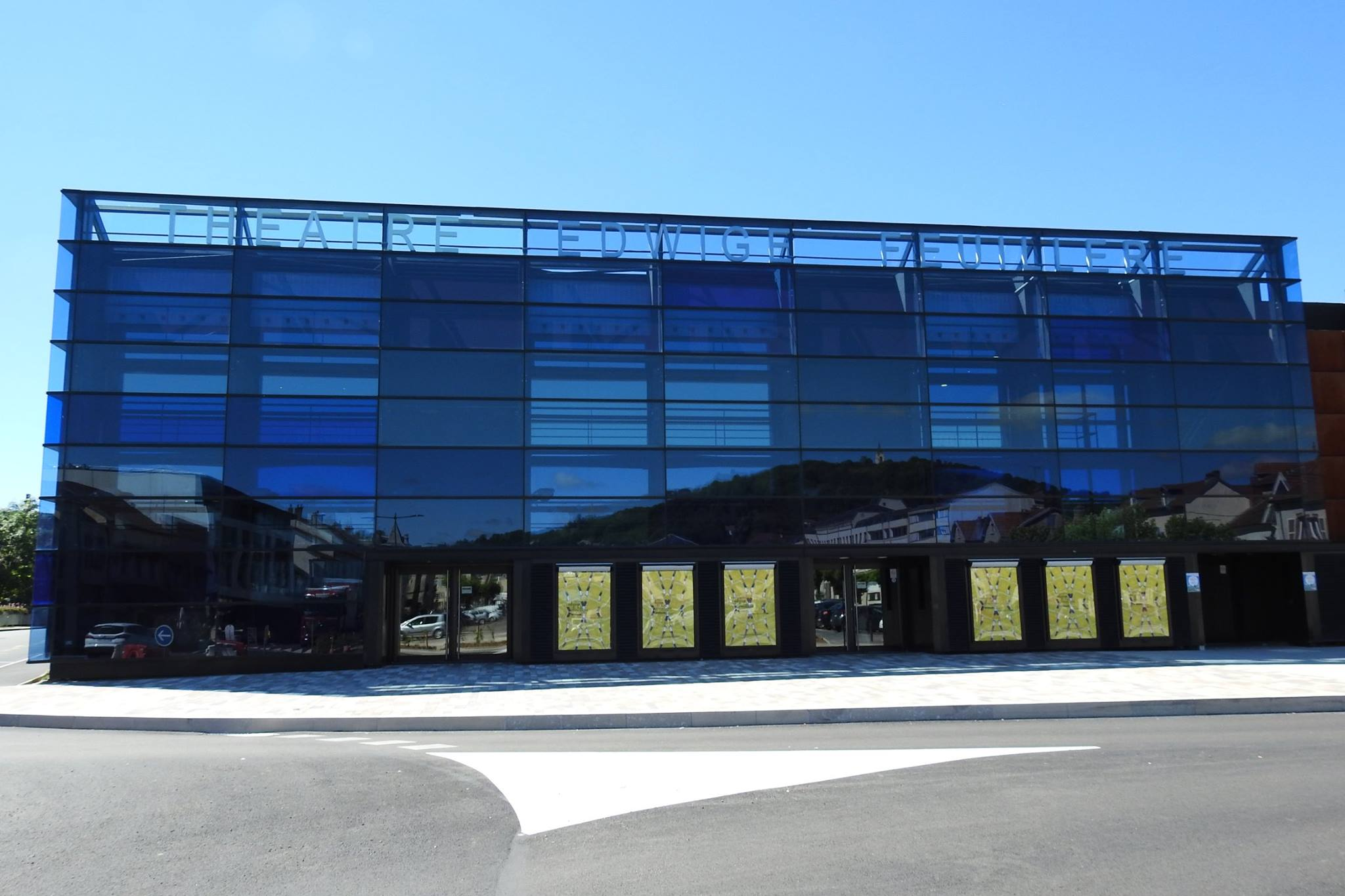
Théâtre Aménagé (Heute:Théâtre Edwige Feuillère)

| MP    | Match Points (Sieger = 2; Unentschieden = 1; Verlierer = 0) |
| Pkte. | Erzielte Karambolagen                                       |
| Aufn. | Benötigte Versuche                                          |
| GD    | Generaldurchschnitt                                         |
| BED   | Bester Einzeldurchschnitt eines Spielers                    |
| HS    | Höchstserie                                                 |
|       | Bester GD des Turniers                                      |
|       | Bester ED des Turniers                                      |
|       | Beste HS des Turniers                                       |
|       | 1. Platz (Gold)                                             |
|       | 2. Platz (Silber)                                           |
|       | 3. Platz (Bronze)                                           |

| Platz                      | Name              | MP   | Pkte. | Aufn. | GD    | BED    | HS  |
| -------------------------- | ----------------- | ---- | ----- | ----- | ----- | ------ | --- |
| 1                          | Francis Connesson | 14:0 | 2800  | 36    | 77,77 | 133,33 | 386 |
| 2                          | Ludo Dielis       | 10:4 | 2395  | 33    | 72,57 | 133,33 | 363 |
| 3                          | Klaus Hose        | 10:4 | 2252  | 37    | 60,86 | 200,00 | 327 |
| 4                          | Antoine Schrauwen | 8:6  | 2181  | 35    | 62,31 | 200,00 | 349 |
| 5                          | Piet Vet          | 6:8  | 1947  | 28    | 69,53 | 200,00 | 400 |
| 6                          | Wolfgang Zenkner  | 4:10 | 1684  | 40    | 42,10 | 80,00  | 235 |
| 7                          | Paul Couespel     | 4:10 | 1977  | 53    | 37,30 | 100,00 | 161 |
| 8                          | Kurt Mastny       | 0:14 | 722   | 40    | 18,05 | –      | 83  |
| Turnierdurchschnitt: 52,84 |                   |      |       |       |       |        |     |